# Helius (Eurhamphidia) perelegans
Helius (Eurhamphidia) perelegans is een tweevleugelige uit de familie steltmuggen (Limoniidae). De soort komt voor in het Oriëntaals gebied.